# Puchar Polski (okręg Żabno) w piłce nożnej mężczyzn (2021/2022)
W sezonie 2021/2022 Puchar Polski na szczeblu okręgowym w okręgu Żabno składał się z 4 rund, w których wzięło udział zespoły z okręgu żabieńskiego. Rozgrywki miały na celu wyłonienie zdobywcy Okręgowego Pucharu Polski w okręgu Żabno i uczestnictwo w rozgrywkach szczebla regionalnego woj. małopolskiego.

## Uczestnicy
| IV liga                                             | klasa okręgowa                                                                                          | klasa A                               | klasa B                                                                                       |
| --------------------------------------------------- | --- | ------------------------------------- | --------------------------------------------------------------------------------------------- |
| - Radłovia Radłów - Bruk-Bet Termalica II Nieciecza | - Dąbrovia Dąbrowa Tarnowska - Wisła Szczucin - KS Nowa Jastrząbka-Żukowice - LUKS Zalipie - MLKS Żabno | - Łęgovia Łęg Tarnowski - LZS Wójcina | - MLKS II Żabno - DTS Dąbrowa Tarnowska - LKS Ilkowice - Kłos Słupiec - Orzeł Miechowice Małe |

## I runda
Mecze I rundy odbyły się 7 i 8 sierpnia 2021 roku. Od tej rundy rozgrywki zaczęły drużyny z klasy okręgowej, klasy A i klasy B.
|  | MLKS II Żabno | 0:3 (wo.) | Dąbrovia Dąbrowa Tarnowska |  |
|  |               |           |                            |  |

| 7 sierpnia 2021 | DTS Dąbrowa Tarnowska | 3:0 (wo.) | Łęgovia Łęg Tarnowski |  |
| 17:00           |                       |           |                       |  |

| 8 sierpnia 2021 | LZS Wójcina                 | 3:5   | Wisła Szczucin                                                     |  |
| 11:00           | 33', 66', 70' Wojciech Mach | (1:2) | 7' Krystian Bator · 8', 48', 89' Konrad Wołoszyn · 78' Jakub Nytko |  |

| 8 sierpnia 2021 | LKS Ilkowice            | 1:8   | KS Nowa Jastrząbka-Żukowice                                                                 |  |
| 11:00           | 83' Krzysztof Cegielski | (0:5) | 13', 31', 82' Helton · 33', 44', 45' Hubert Chłopek · 61' Mikołaj Mazur · 74' Marcin Baruch |  |

| 8 sierpnia 2022 | Kłos Słupiec | 0:5   | LUKS Zalipie                                                         |  |
| 14:00           |              | (0:1) | 41' Damian Gnat · 68' Mateusz Bąk · 69', 83', 85' Krzysztof Bugajski |  |

| 8 sierpnia 2021 | Orzeł Miechowice Małe | 0:7   | MLKS Żabno                                                                                               |  |
| 17:00           |                       | (0:2) | 20', 48', 58' Piotr Jachimek · 44' Maciej Burzawa · 65', 86' Przemysław Wróbel · 89' Adrian Kasztelewicz |  |

## II runda
Mecze II rundy (1/4 finału) odbyły się 18 sierpnia 2021 roku. Do zmagań o OPP w tej rundzie dołączyli IV-ligowcy.
| 18 sierpnia 2021 | Wisła Szczucin                              | 2:2 k. 4:2    | Radłovia Radłów                       |  |
| 17:30            | 63' Jakub Nytko · 76' Bartłomiej Chrabąszcz | (0:1, k. 4:2) | 28' Jakub Klich · 56' Krystian Kozioł |  |

| 18 sierpnia 2021 | KS Nowa Jastrząbka-Żukowice | 1:3   | Bruk-Bet Termalica II Nieciecza         |  |
| 17:30            | 72' Rafał Kozioł            | (0:1) | 20' Paweł Leżoń · 78', 87' Adrian Chłoń |  |

| 18 sierpnia 2021 | LUKS Zalipie       | 3:1 | MLKS Żabno |  |
| 17:30            | ?' ? · ?' ? · ?' ? |     | ?' ?       |  |

| 15 września 2021 | DTS Dąbrowa Tarnowska | 0:11  | Dąbrovia Dąbrowa Tarnowska |  |
| 17:00            |                       | (0:4) | 7', 78' Kacper Kołodziej · 12', 14', 32', 73', 80' Adrian Grabka · 53' Marcin Kozicki · 67' Klaudiusz Woźniak · 77' Przemysław Dynak · 88' Kacper Kaczówka |  |

## 1/2 finału
Oba mecze półfinałowe miały się pierwotnie odbyć 15 września 2021 roku, jednak w związku z przełożeniem jednego z meczu ćwierćfinałowych, drugi mecz półfinałowy odbył się dopiero 29 września.
| 15 września 2021 | LUKS Zalipie | 0:6   | Bruk-Bet Termalica II Nieciecza                                                             |  |
| 17:00            |              | (0:2) | 14', 33', 55' Krzysztof Wrzosek · 65' Jakub Janczy · 75' Wojciech Szkotak · 80' Piotr Nowak |  |

| 29 września 2021 | Dąbrovia Dąbrowa Tarnowska | 1:3   | Wisła Szczucin                              |  |
| 16:30            | 85' Adrian Grabka          | (0:1) | 44' Bernard Patryjak · 76', 78' Jakub Nytko |  |

## Finał
Finał miał się pierwotnie odbyć 6 października 2021 roku, jednak ostatecznie odbył się 14 listopada tegoż roku. W nim Bruk-Bet Termalica II Nieciecza pokonała Wisłę Szczucin, dzięki czemu zapewniła sobie zwycięstwo w Okręgowym Pucharze Polski w okręgu Żabno i możliwość wzięcia udziału w rozgrywkach szczebla regionalnego woj. małopolskiego.
| 14 listopada 2021 | Wisła Szczucin | 0:9   | Bruk-Bet Termalica II Nieciecza                                                                                              |  |
| 12:00             |                | (0:3) | 10', 47' Adrian Chłoń · 40', 44' Krzysztof Wrzosek · 50' Bruno Wacławek · 70' Winicjusz Wanicki · 80', 81', 89' Jakub Janczy |  |